# Verbandsgemeinde Oberes Glantal
La comunità amministrativa Oberes Glantal (Verbandsgemeinde Oberes Glantal) si trova nel circondario di Kusel nella Renania-Palatinato, in Germania.
La comunità amministrativa è stata costituita il 1º gennaio 2017 dall'unione delle comunità amministrative di Glan-Münchweiler, Schönenberg-Kübelberg e Waldmohr, la sede amministrativa è a Schönenberg-Kübelberg e ne fanno parte 23 comuni.

## Comuni
Fanno parte della comunità amministrativa i seguenti comuni:
| Comune, città            | Sup. (km²) | Abitanti |
| ------------------------ | ---------- | -------- |
| Altenkirchen             | 6,44       | 1 298    |
| Börsborn                 | 3,90       | 406      |
| Breitenbach              | 8,89       | 1 794    |
| Brücken                  | 8,12       | 2 082    |
| Dittweiler               | 5,63       | 822      |
| Dunzweiler               | 5,52       | 852      |
| Frohnhofen               | 3,87       | 494      |
| Glan-Münchweiler         | 5,99       | 1 244    |
| Gries                    | 4,03       | 1 075    |
| Henschtal                | 3,46       | 321      |
| Herschweiler-Pettersheim | 7,47       | 1 265    |
| Hüffler                  | 3,65       | 497      |
| Krottelbach              | 5,55       | 636      |
| Langenbach               | 6,59       | 452      |
| Matzenbach               | 7,05       | 618      |
| Nanzdietschweiler        | 9,81       | 1 140    |
| Ohmbach                  | 3,90       | 791      |
| Quirnbach/ Pfalz         | 6,10       | 478      |
| Rehweiler                | 6,74       | 432      |
| Schönenberg-Kübelberg    | 18,68      | 5 530    |
| Steinbach am Glan        | 6,85       | 873      |
| Wahnwegen                | 4,64       | 672      |
| Waldmohr, città          | 13,03      | 5 211    |
| VG Oberes Glantal        | 155,95     | 28 983   |

(Abitanti al 31 dicembre 2021)